# Fairview (Illinois)
Fairview és una població dels Estats Units a l'estat d'Illinois. Segons el cens del 2000 tenia 500 habitants.

## Demografia
Segons el cens del 2000, Fairview tenia 493 habitants, 199 habitatges, i 146 famílies. La densitat de població era de 45,8 habitants/km².
Dels 199 habitatges en un 30,2% hi vivien nens de menys de 18 anys, en un 62,3% hi vivien parelles casades, en un 9% dones solteres, i en un 26,6% no eren unitats familiars. En el 24,6% dels habitatges hi vivien persones soles el 13,1% de les quals corresponia a persones de 65 anys o més que vivien soles. El nombre mitjà de persones vivint en cada habitatge era de 2,48 i el nombre mitjà de persones que vivien en cada família era de 2,94.
Per edats la població es repartia de la següent manera: un 23,1% tenia menys de 18 anys, un 7,3% entre 18 i 24, un 27,2% entre 25 i 44, un 22,1% de 45 a 60 i un 20,3% 65 anys o més.
L'edat mediana era de 40 anys. Per cada 100 dones de 18 o més anys hi havia 102,7 homes.
La renda mediana per habitatge era de 32.750 $ i la renda mediana per família de 42.000 $. Els homes tenien una renda mediana de 29.643 $ mentre que les dones 20.417 $. La renda per capita de la població era de 18.677 $. Aproximadament el 7,5% de les famílies i el 10,9% de la població estaven per davall del llindar de pobresa.

## Poblacions més properes
El següent diagrama mostra les poblacions més properes.